# دايشيرو ميازاكي
دايشيرو ميازاكي (باليابانية: 宮崎 大志郎) (21 أبريل 1983 في كوماموتو في اليابان – )؛ هو لاعب كرة قدم ياباني سابق كان يلعب كلاعب وسط.

## وصلات خارجية
- دايشيرو ميازاكي على موقع رابطة كرة القدم اليابانية للمحترفين (اليابانية)
- دايشيرو ميازاكي على موقع Soccerway.com (الإنجليزية)